# James Bouillé
 (août 2025).
Si vous disposez d'ouvrages ou d'articles de référence ou si vous connaissez des sites web de qualité traitant du thème abordé ici, merci de compléter l'article en donnant les références utiles à sa vérifiabilité et en les liant à la section « Notes et références ».
Pour les articles homonymes, voir Bouillé.
James Bouillé, né le 14 février 1894 à Guingamp et mort le 22 juin 1945 à Pontivy, est un architecte français, animateur de l'atelier breton d'art chrétien.

## Biographie

### Enfance et formation
James Bouillé naît le 14 février 1894 à Guingamp dans une famille d'artiste.
Son père, Étienne, est peintre paysagiste et photographe amateur.
Ensemble, ils travaillent également le bois qu'ils sculptent pour réaliser des jouets en forme de bateaux à voile.
À la majorité, il intègre les Beaux-Arts de Rennes afin d'étudier l'architecture puis décide de partir pour la capitale dans l'atelier de Roger-Henri Expert et Georges Gromort afin de passer les concours des Beaux-Arts de Paris. Il réussit les concours en 1914 mais tout son atelier est mobilisé au mois d'août pour la guerre.
Réformé en 1916 pour cause de maladie pulmonaire, il rejoint sa Bretagne natale. Après quelques années auprès de sa famille, Bouillé repart pour Paris afin de tenter une nouvelle fois sa chance à l'École des Beaux-Arts et celle des Arts Décoratifs.

### Premiers engagements politiques et artistiques
La fin des années 1910 marque le début de son engagement dans divers mouvements artistiques et politiques bretons. Déjà enfant, il fréquente ces milieux avec son père qui est membre de l'Union régionaliste bretonne. Bouillé crée en 1919 une section parisienne du groupe régionaliste breton nommée Unvaniez Yaouankiz Vreiz. Il signe son premier article le 1er mai 1920 sous le titre « James Bouillé, architecte-décorateur du Groupe Régionaliste Breton - Unvaniez Yaouankiz Vreiz ».

### Vie et carrière en Bretagne
Rapidement déçu de sa formation aux Beaux-Arts de Paris, il regagne en 1921 Perros-Guirec où ses parents ont déménagé et ouvre un commerce de meubles anciens et de dentelle irlandaise. Son quotidien tranquille est rapidement bouleversé en 1922 lorsqu'il se voit offrir le poste de secrétaire général, à la suite de la démission du prédécesseur, et conseiller artistique à la nouvelle Chambre des métiers de Bretagne ouverte en 1920. Face à un monde de l'artisanat peu réceptif à ses idées, Bouillé se retire dès juin 1923 de ses fonctions.
En 1923, il entre au Seiz Breur, mouvement créé en réaction aux « bretonneries décoratives », prônant un art inscrit dans la vie quotidienne, inventant un style nouveau pour les meubles, mais aussi pour le linge et la faïence domestiques. S’il défend un art profane breton moderne, il milite ardemment en faveur d’un nouvel art sacré.
Entre 1924 et 1935, il peut enfin se consacrer à l'architecture autour de la région de Perros-Guirec où il développe une importante activité de construction de villas.
James Bouillé se marie en 1926 avec Françoise Parutel. Ensemble, ils ont six enfants.
Il réalise plusieurs projets d'architecture en Bretagne dont notamment des églises comme celle de Sainte-Thérèse à Saint-Brieuc ou Saint-Joseph à Lannion qui sont deux de ses projets majeurs.
En 1931, il part avec une centaine d'architectes de l'association internationale de l'habitation pendant un mois. Ensemble, ils voyagent de l’Irlande à la Finlande en passant par l'Allemagne, l’Europe centrale et la Norvège.
À son retour en France, il reprend ses activités d'architecte notamment à Marseille où il se rend pendant 2 ans pour le chantier d'un couvent.

### Les dernières années
En 1941, il est directeur du mouvement Bleun Brug (fleur de bruyère) créé en 1905 par l'abbé Perrot qui œuvre pour la promotion de la foi catholique et la sauvegarde du patrimoine culturel breton. À ce titre, il siège au comité consultatif de Bretagne, ce qui lui vaut d'être inquiété par la justice à la Libération avant de bénéficier d'un non-lieu. Pendant la Seconde Guerre mondiale, il se fait « l'avocat d'un plan révolutionnaire consistant à édifier une agglomération nouvelle à la façon d'une Brasilia celtique sur les bords du lac de Guerlédan ».
Bien qu'avisé par André Dezarrois du danger qui le menace dès octobre 1944, Bouillé n'échappe pas à la vindicte des résistants locaux : il meurt en juin 1945, des suites de son internement à la Libération. Il est inhumé au cimetière de Pordic (Côtes-d'Armor).

## Son œuvre

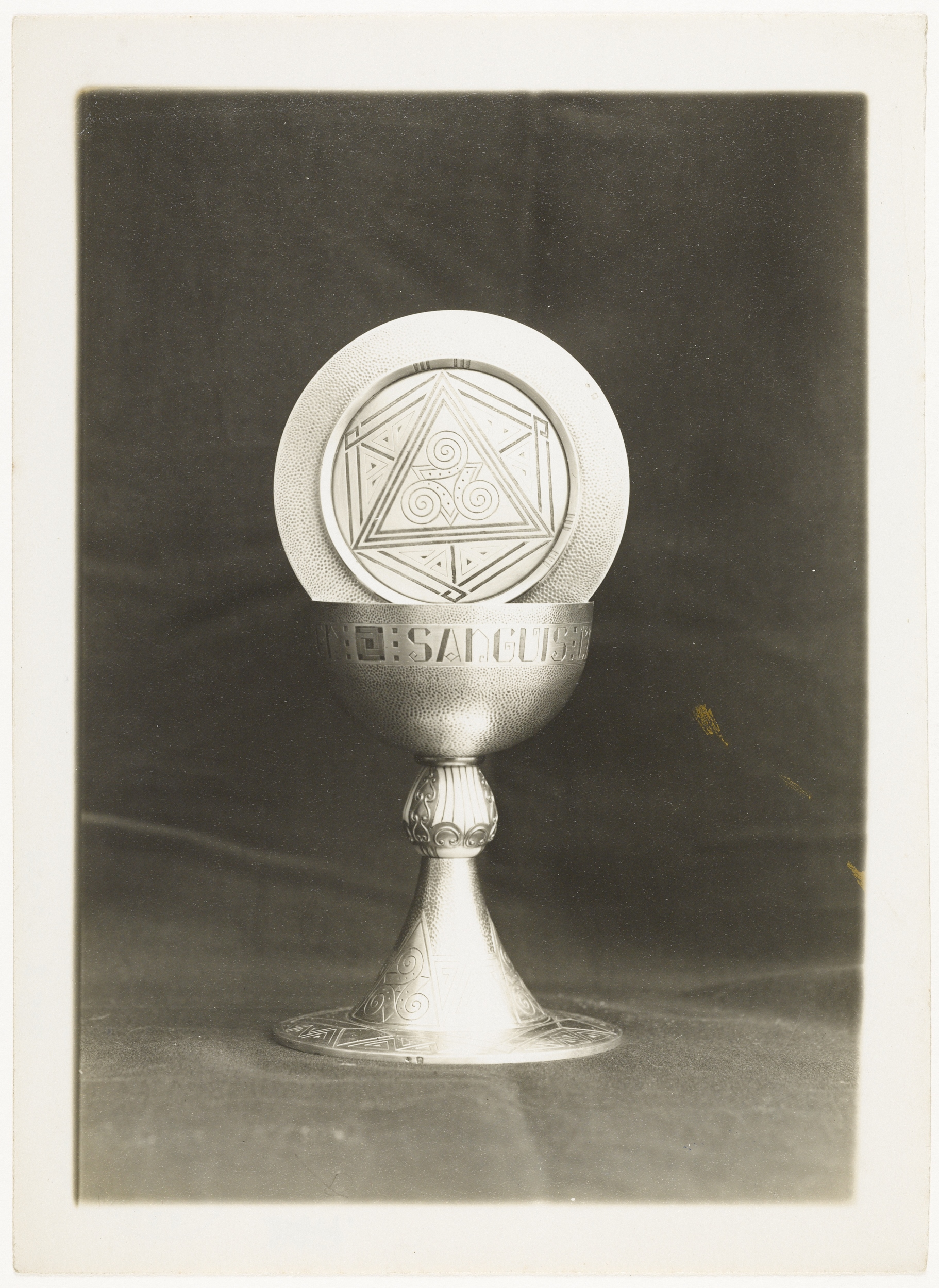
James Bouillé (dessin) et René Desury (orfèvrerie), Calice et patère de l'abbé Riou, vers 1929

Bouillé est l'un des rénovateurs de l'art sacré breton : crosses, croix et tous objets cultuels mais aussi du patrimoine artisanal : faïencerie, céramique, broderie et ébénisterie. Il est aussi l'illustrateur des Sketla Segobrani.

### Architecture
Sa première commande architecturale lui est passée en 1923 pour la réalisation d’un monument commémoratif pour Joseph Parker. Après cela, les projets s’enchainent. En 1924, il entreprend la conception d’une maison de famille avec un atelier accolé pour ses parents, des plans architecturaux au mobilier.
Dans ses débuts, il construit notamment des villas ou des magasins jugés pour leur éclectisme stylistique. Revendiquant justement cet éclectisme, Bouillé s'emploie dans ses premiers projets à mettre en avant un style personnel entre influences traditionnelles bretonnes et celtiques tout en mêlant des références assumées néo-gothiques.
En 1929, il fonde l'Atelier breton d'art chrétien avec Xavier de Langlais. Ensemble, ils bâtiront notamment la chapelle du collège Saint-Joseph de Lannion. Parmi ses membres, l'atelier compte Mlle Ménard, maître-verrier, Mme de Planiol, restauratrice d'ornements sacerdotaux, le sculpteur Jules-Charles Le Bozec et l'orfèvre René Desury.
Il est principalement connu pour ses constructions religieuses dans le Finistère et les Côtes-d'Armor.

### Principales constructions
- 1927 : Beg ar Storloc'h à Perros-Guirec

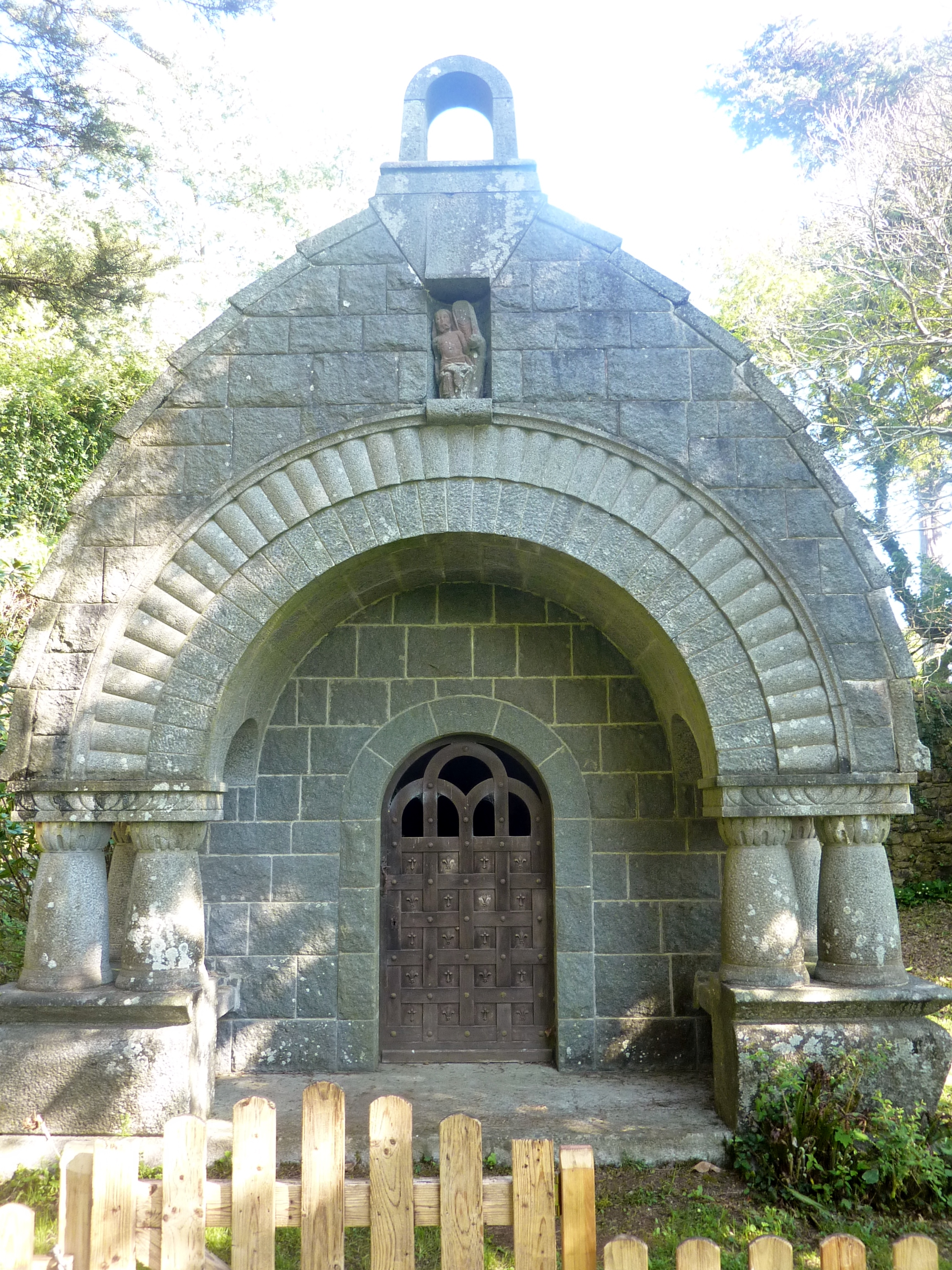
Île Tristan : la chapelle des aviateurs de style néobreton (famille Richepin).

- 1928 : villa Mer et Falaise à Trébeurden, rue du Traou-Meur
- 1930 : chapelle des aviateurs (dénommée ainsi en l'honneur de Dieudonné Costes) sur l'île Tristan à Douarnenez
- 1932 : collège Notre-Dame de Campostal[11] à Rostrenen
- 1932 : église Sainte-Thérèse à Saint-Brieuc[12]
- 1933 : maison de villégiature dite Kelenn[13], 18 chemin de Quo-Vadis, lotissement du Tourony-plage à Trégastel

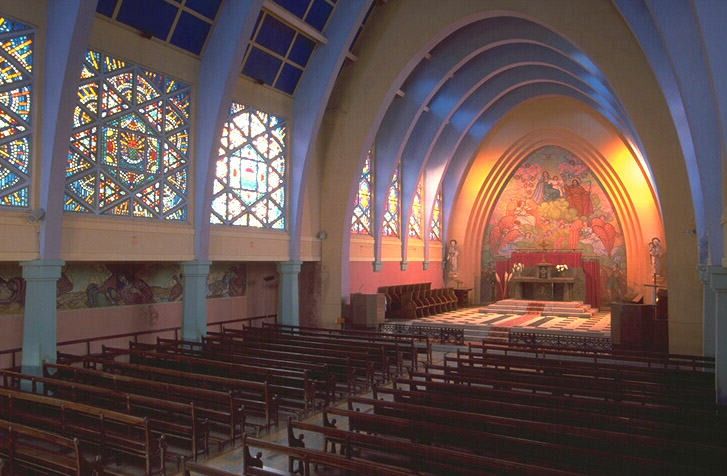
Vue intérieur de la chapelle Saint-Joseph de Lannion

- 1936-1937 : chapelle de l'institution Saint-Joseph (actuellement collège Saint-Joseph) à Lannion (inscrite MH)

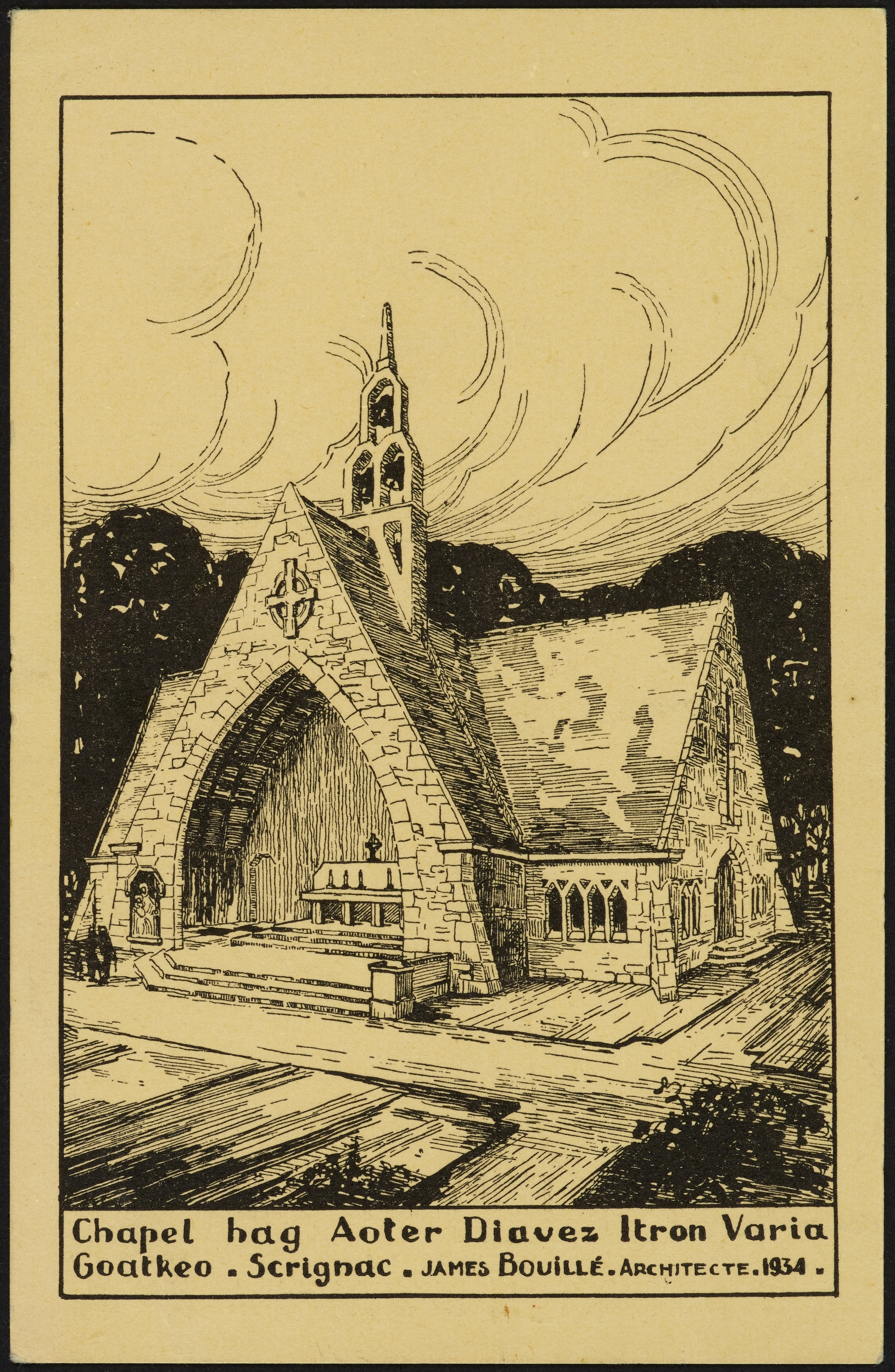
Carte postale de la chapelle de Koat-Keo à Scrignac

- Carte postale de la chapelle de Koat-Keo à Scrignac1937 : chapelle de Koat-Keo[14] à Scrignac, réalisée pour l'abbé Perrot (inscrite MH en 1997), avec des sculptures de Jules-Charles Le Bozec.
- 1938 : agrandissement de la chapelle Saint-Guirec[15] de Ploumanac'h, commune de Perros-Guirec
- 1939 : maison de villégiature dite Avel Dro[16], 2 rue du Belvédère à Trestrignel, commune de Perros-Guirec

## James Bouillé et le mouvement Seiz Breur
Il ne participe pas aux premières années du mouvement Seiz Breur pour cause des relations conflictuelles qu'il entretient avec l'artiste Jeanne Malivel. Il rejoint le mouvement peu de temps après la mort de cette dernière. Il fait partie du renouveau pensée par René-Yves Creston pour la suite du mouvement. James Bouillé contribue alors à la mutation et aux revendications exprimés pour la création du nouveau mouvement Unvaniez ar Seiz Breur (U.A.S.B)  et la création de la revue Kornog. À sa création en 1929, Bouillé est nommé comme secrétaire à l'administration et rejoint la section d'architecture.
Accompagné de Maurice Marchal et André Batillat, ils ont pour mission de "créer les canons de l'architecture bretonne de notre temps". Ils furent rapidement coupés dans leur élan par les rivalités qui s'installent dans le mouvement entre Creston et Bouillé. Tous deux à la direction de la publication depuis 1929, Bouillé l'assume seul à partir du printemps 1930 ce qui ne tarde pas à créer des tensions entre les deux. L'architecte quitte le mouvement le 16 février 1931.

## Publications
- Sketla Segobrani. 3 levr moulet e ti René Prud'homme. Saint-Brieuc, (1923), 3 volumes (avec François Vallée, Meven Mordiern, Émile Ernault)
- Sketla segobrani kenta nevrenn : dis atir, teutatis. Prud'homme - Saint-Brieuc (1923).
- Sketla segobrani eil kevrenn : trede levr : lugus. Prud'homme - Saint-Brieuc (1923).
- De l'art celtique et de l'utilité de son étude pour la création d'un art breton moderne. Buhez Breiz - Quimper (1924). Conférence faite au congrès de Bleun Brug à Lesneven le 12 septembre 1923.
- L'art en Bretagne. Éditions de Buhez Breiz (1924). Conférence faite au congrès panceltique de Quimper, 9 septembre 1924.
- Sketla segobrani pevare [trede] kevrenn : tanaris, esus. Prud'homme - Saint-Brieuc (1925).
- Habitation bretonne. Massin Ch. et Cie - Paris (1926). L'art régional en France
- L'architecture bretonne moderne, Éditions Romanance, Paris (1936)

## Postérité

### Archives
Les archives du cabinet de l’architecte James Bouillé ont été déposées en 1967 aux Archives départementales, par sa veuve Françoise Bouillé.

### Hommages
Plusieurs villes de Bretagne ont donné son nom à une rue, on peut citer notamment Guingamp, Lannion, Loguivy-de-la-Mer, Malestroit, Perros-Guirec, Pleubian, Pordic (il y est inhumé), Rostrenen, Saint-Brieuc, Vannes.
Raphaël Binet est l'auteur d'un cliché de l'architecte, pris en 1935.